# Hidup Baru (Kampar Kiri Tengah)
Hidup Baru is een bestuurslaag in het regentschap Kampar van de provincie Riau, Indonesië. Hidup Baru telt 2194 inwoners (volkstelling 2010).